# Tyio Simon
Tyio Simon (sinh ngày 29 tháng 9 năm 1978) là một cầu thủ bóng đá người Antigua và Barbuda, hiện tại thi đấu cho SAP ở Antigua và Barbuda Premier Division.

## Sự nghiệp quốc tế
Simon, tránh nhầm lẫn với tiền vệ người Antigua Troy Simon, ra mắt cho Antigua và Barbuda vào tháng 3 năm 2003 trong trận đấu vòng loại Cúp Vàng CONCACAF trước Cuba và có hơn 10 lần ra sân. Anh có mặt trong 4 trận tại Vòng loại giải vô địch bóng đá thế giới.

## Thống kê đội tuyển quốc gia
| Đội tuyển quốc gia Antigua và Barbuda | Đội tuyển quốc gia Antigua và Barbuda | Đội tuyển quốc gia Antigua và Barbuda |
| Năm                                   | Số trận                               | Bàn thắng                             |
| ------------------------------------- | ------------------------------------- | ------------------------------------- |
| 2003                                  | 2                                     | 0                                     |
| 2004                                  | 1                                     | 0                                     |
| 2005                                  | 0                                     | 0                                     |
| 2006                                  | 6                                     | 0                                     |
| 2007                                  | 0                                     | 0                                     |
| 2008                                  | 3                                     | 1                                     |
| Tổng cộng                             | 12                                    | 1                                     |

### Bàn thắng quốc tế
Tỉ số và kết quả liệt kê bàn thắng của Antigua và Barbuda trước.
| Bàn thắng | Thời gian           | Địa điểm                                                          | Đối thủ | Tỉ số | Kết quả | Giải đấu                                     |
| --------- | ------------------- | ----------------------------------------------------------------- | ------- | ----- | ------- | -------------------------------------------- |
| 1.        | 3 tháng 11 năm 2006 | Sân vận động Arnos Vale, Kingstown, Saint Vincent và Grenadines   | Grenada | ?     | 1–1     | Giao hữu                                     |
| 2.        | 17 tháng 6 năm 2008 | Sân vận động Sir Vivian Richards, North Sound, Antigua và Barbuda | Cuba    | 3–3   | 3–4     | Vòng loại giải vô địch bóng đá thế giới 2010 |